# (8343) Tugendhat
(8343) Tugendhat ist ein Asteroid des äußeren Hauptgürtels, der am 4. Oktober 1986 von dem tschechischen Astronomen Antonín Mrkos am Kleť-Observatorium (IAU-Code 046) bei Český Krumlov entdeckt wurde.
Der Asteroid ist Mitglied der Koronis-Familie, einer Gruppe von Asteroiden, die nach (158) Koronis benannt ist. Die zeitlosen (nichtoskulierenden) Bahnelemente von (8343) Tugendhat sind fast identisch mit denjenigen von fünf kleineren, wenn man von der Absoluten Helligkeit von 14,4, 16,6, 16,5, 17,3 und 17,3 gegenüber 13,5 ausgeht, Asteroiden: (37184) 2000 WC53, (231528) 2008 SV103, (286388) 2001 YT12, (309024) 2006 UO130 und (319026) 2005 VM18.
(8343) Tugendhat ist nach der Villa Tugendhat benannt, einem Wohnhaus in der Stadt Brünn, das von 1929 bis 1930 nach Plänen des Architekten Ludwig Mies van der Rohe errichtet wurde. Die Benennung von (8343) Tugendhat erfolgte auf Vorschlag der tschechischen Astronomin Jana Tichá durch die Internationale Astronomische Union (IAU) am 9. März 2001. Nach Ludwig Mies van der Rohe wurde noch im selben Jahr, am 4. August 2001, ein Asteroid des mittleren Hauptgürtels benannt: (24666) Miesvanrohe.